# Associação de Futebol do Kuwait
A Associação de Futebol do Kuwait (KFA) (em árabe: الإتحاد الكويتي لكرة القدم) é o órgão dirigente do futebol, do futsal e do futebol de areia do Kuwait, responsável pela organização dos campeonatos disputados no país, bem como os jogos da seleção nacional nas diferentes categorias. Foi fundada em 1952 e é filiada à Federação Internacional de Futebol (FIFA) e à Confederação Asiática de Futebol (AFC) desde 1964. A sede fica localizada em Adiliya, subúrbio da cidade de Kuwait, e Sheikh Talal Fahad Ahmad Al Sabah é o atual presidente da entidade.
No dia 16 de outubro de 2015, a KFA foi, pela segunda vez, suspensa pela FIFA devido à interferências do governo na federação de futebol do Kuwait e todos os resultados da Copa da Ásia AFC e da classificação da Copa do Mundo FIFA são removidos, enquanto são afastados todos os clubes do país que participam em competições internacionais.